# Her Bounty
Her Bounty è un cortometraggio muto del 1914 diretto da Joseph De Grasse. Prodotto dalla Rex Motion Picture Company e sceneggiato da Ida May Park, aveva come interpreti Pauline Bush, Joe King, Lon Chaney, Beatrice Van.

## Trama
Ruth Braddon, la figlia di un industriale, si occupa di problemi sociali ed è interessata a migliorare le condizioni delle classi povere. Così, quando riceve una lettera di denuncia che le consiglia di controllare lo stato della fabbrica di suo padre, decide di recarsi a farvi una visita insieme al fidanzato Fred Howard, socio di suo padre. Durante il loro giro di ispezione, si imbattono in un assembramento che si è creato intorno a una ragazza, svenuta per la scarsa ventilazione del laboratorio. Uno degli operai, David Hare, richiede a Howard condizioni di lavoro migliori, ma viene da lui respinto. Ruth, invece, lo ascolta e gli promette che informerà lei suo padre.
 
David, a casa, parla con Bessie, la sua ragazza, contento perché la promessa di un aumento di salario permetterà loro di sposarsi presto. I due vengono interrotti dall'arrivo di Ruth che, dopo avere visto come David viva poveramente, si impegna ad aiutare gli operai. Assistita da David, che collabora con lei, Ruth finisce per credere di avere trovato in lui il suo vero amore: rompe il fidanzamento con Howard e si reca da suo padre. Braddon ha sulla sua scrivania la lettera di David che richiede un aumento per potersi sposare. Quando sua figlia gli parla, chiedendogli del denaro, Braddon le firma un assegno mettendoglielo vicino alla lettera di David. Vedendola (e leggendola), Ruth scopre che l'uomo di cui è innamorata è già fidanzato, cosa che lei ignorava. Disperata, uscendo dall'ufficio si imbatte in David, e non riuscendo a frenare le lacrime, scoppia in un pianto dirotto.

## Produzione
Il film fu prodotto dalla Rex Motion Picture Company. Questa fu la prima delle numerose produzioni cui prese parte Lon Chaney insieme al team formato dal regista Joseph De Grasse insieme a Ida May Park.

## Distribuzione
Distribuito dall'Universal Film Manufacturing Company, il film - un cortometraggio in una bobina - uscì nelle sale cinematografiche degli Stati Uniti il 13 settembre 1914.